# Football Impact Cup
Football Impact Cup (z hiszp. Puchar uderzenia piłkarskiego) – międzynarodowy towarzyski klubowy turniej piłkarski rozgrywany zimą od 2012 roku w Hiszpanii. Każda edycja turnieju składała się z różnej ilości meczów w zależności od ilości zespołów biorących udział w nich. Pierwsza edycja turnieju w 2012 roku była rozgrywana systemem pucharowym, a druga w 2013 systemem ligowym (każdy z każdym).

## Finały
| Edycja | Rok  | Zwycięzca       | Wynik       | Finalista        | Stadion  | Data                  | Ilość drużyn |
| ------ | ---- | --------------- | ----------- | ---------------- | -------- | --------------------- | ------------ |
| I      | 2012 | Dynamo Kijów    | 7:2         | Cracovia         | Marbella | 22 – 28 stycznia 2012 | 8            |
| II     | 2013 | Ferencvárosi TC | syst.ligowy | Steaua Bukareszt | Marbella | 18 – 23 stycznia 2013 | 4            |

## Statystyki
| Lp.  | Klub             | Zdobywca | Finalista | Lata triumfów |
| ---- | ---------------- | -------- | --------- | ------------- |
| 1-2. | Dynamo Kijów     | 1        | 0         | 2012          |
|      | Ferencvárosi TC  | 1        | 0         | 2013          |
| 3-4. | Cracovia         | 0        | 1         |               |
|      | Steaua Bukareszt | 0        | 1         |               |